# Far and Away
Far and Away er et amerikansk historisk drama af Ron Howard, udgivet i 1992. Filmen markerer den anden kollaboration mellem Tom Cruise og Nicole Kidman. John Williams har komponeret filmens underlægningsmusik.

## Plot
Filmen foregår i slutningen af det 19. århundrede, hvor to unge mennesker, den fattige Joseph Donnelly (Cruse) og overklasse-kvinden Shannon Christie (Kidman), danner et bånd over deres drømmen om at starte et liv i Amerika. I Irland, sidder Joseph på hans fars dødsleje, da han får besked på at efterleve drømmen om at eje eget land. Han ender i uenigheder med hans udlejer, og flygter med Shannon, som er blevet lovet land i Amerika. Historien skildrer deres hindringer for at etablere en tilværelse i Oklahoma.

## Medvirkende
- Tom Cruise - Joseph Donnelly
- Nicole Kidman as Shannon Christie
- Thomas Gibson - Stephen Chase
- Robert Prosky - Daniel Christie
- Barbara Babcock - Nora Christie
- Cyril Cusack - Danty Duff
- Eileen Pollock - Molly Kay
- Colm Meaney - Kelly
- Douglas Gillison - Dermody
- Michelle Johnson - Grace
- Clint Howard - Flynn
- Rance Howard - Tomlin
- Niall Tóibín - Joseph Donnellys far

## Udgivelse
Filmen blev udgivet i danske biografer 11. september 1992 og solgte 162.713 biografbilletter.

## Referenecer
1. ↑  Cruise og Kidman i romantisk klassiker Arkiveret 13. december 2019 hos  Wayback Machine TV Tid (07.09.2009) Hentet 13.12.2019.
2. ↑  Far & Away Arkiveret 13. december 2019 hos  Wayback Machine Det Danske Filminstitut. Hentet 13.12.2019.
3. ↑  "Biografer og film Arkiveret 18. november 2020 hos  Wayback Machine". Danmarks Statistik. Hentet 2019-02-24.